# Anilin
Az anilin (más néven: fenil-amin vagy aminobenzol) az aminok csoportjába tartozó, nitrogéntartalmú aromás szerves vegyület. Összegképlete C6H5NH2. Színtelen, jellegzetes szagú, olajszerű folyadék, enyhén csípős íze van. Igen kevéssé vízoldható, 18 °C-on 100 g víz 3,6 g anilint old fel. Ezzel szemben minden arányban elegyedik sok szerves oldószerrel, például etanollal, dietil-éterrel, szén-diszulfiddal. Mérgező hatású vegyület.

## Története, felfedezése
A szanszkrit nila szó kéket, a nili indigót jelent. Innen került először az arab nyelvbe al-nil, majd a portugálba anil alakban.
Először egy német falusi gyógyszerész, Otto Unverdorben állította elő 1826-ban úgy, hogy az indigót mésszel hevítette, mert kíváncsi volt annak összetételére. A kidesztillált halványsárga folyadékot előbb lúggal, majd – mivel ez nem vezetett eredményre – kénsavval kezelte. Utóbbitól a folyadék szép, hófehér kristályokká változott át, ezért Unverdorben kirisztallin-nak nevezte el. A desztillátumból szenet, hidrogént és nitrogént mutatott ki. Eredményeit Poggendorffs Annale-ban jelentette meg, majd abbahagyta a munkát, mivel primitív eszközeivel és hiányos tudásával nem juthatott tovább. Az anilin nevet (az indigót jelentő portugál anil szóból) Carl Julius Fritzsche, a szentpétervári akadémia professzora adta neki 1841-ben. Fritzsche a Liebig's Annalen-ben, valamint a Journal für practische Chemie 1840-es évfolyamában ismertette, hogy az indigót lúgos közegben desztillálva egy átlátszó, színtelen, jellegzetes szagú folyadékot kapott. Az ismeretlen anyag összetételét égetéssel próbálta meghatározni, és 77,92% szén, 7,25% hidrogén és 14,83% nitrogén jelenlétét bizonyította, amiből a C12H14N2 összegképletre jutott.
Vele egyidőben Friedlieb Ferdinand Runge (1794–1867) breslaui professzor az akkor még haszontalan mellékterméknek tekintett kőszénkátrányt próbálta a gyakorlatban felhasználhatóvá tenni. A kátrány ledesztillálásából kapott, lakkszerű terméket különféle oldószerekkel kezelte, amivel neki is sikerült elkülönítenie egy színtelen folyadékot, és azt szén- és nitrogéntartalma miatt cianolnak nevezte el. Ennek összegképletét ő is C12H14N2-nek állapította meg, és tulajdonságait is Fritsche által megadottakkal egyezően állapította meg; egyúttal a kőszénkátrányból a fenolt (karbolsavat) is sikerült kinyernie. 1842-ben Szentpéterváron Nyikolaj Nyikolajevics Zinyin ugyancsak C12H14N2-nek leírt összetételű és általa benzidamnak nevezett, bázikus jellegű anyaghoz jutott – ő úgy, hogy a mirbánolajat kezelte ammónium-szulfiddal. A helyes összetételt végül August Wilhelm von Hofmann tisztázta, megállapítva az Unverdorben, Runge, Fritsche és Zinyin által előállított vegyületek azonosságát.
Az anilinból vörös festékeket először William Henry Perkin állított elő úgy, hogy az anilint kénsavval és kálium-dikromáttal kezelte. Utána más színeket (anilin-fekete, anilin-kék stb.) is sikerült előállítani. Ezek olcsó, erősen színező, tömegesen gyártható anyagoknak bizonyultak — ezzel megvetették a tulajdonképpeni szerves vegyipar alapjait, és kiszorítottak a piacról számos biogén szerves festéket (például a kármint).

## Kémiai tulajdonságai
Az anilin oxidációra érzékeny, ezért a kezdetben színtelen vegyület sárga, majd barna színű lesz, majd elgyantásodik. Az oxidáció során gyakran különféle termékek bonyolult elegye képződik. Lúgos közegben (például klórmészoldattal vagy kálium-permanganáttal) végzett oxidációjának fő termékei a nitrobenzol és az azobenzol. Savas közegben krómsavval vagy klorátokkal végzett oxidációja más irányú, ilyenkor polimolekuláris átalakulási termékek képződnek, ilyen például az anilinfekete. Ezek krómsavas oxidáció hatására lebomlanak.
Gyenge bázis, még a lakmusz színét sem változtatja kékre. Az anilin sói állandó, kristályos vegyületek, de vizes oldatban hidrolizálnak, emiatt az oldat savas kémhatású.

## Élettani hatása
Mérgező hatású vegyület. Komoly ártalmakat okozhat a gőzeinek rendszeres vagy tartósabb belégzése. Az anilingőzök belégzése kékülést okoz az ujjak hegyén, az ajkakon és a fülön. Fejfájást, émelygést, szédülést is kiválthat. Krónikus mérgezés esetén elsősorban az idegrendszerre hat. Felszívódhat a bőrön át is.

## Előfordulása
Természetes körülmények között a kőszénkátrányban fordul elő. A kőszénkátrány könnyűolaj-párlatának bázisos alkotórésze.

## Előállítása
Az anilin bár megtalálható a kőszénkátrányban, mégsem abból nyerik ki, ez ugyanis körülményes volna és nem fedezné a szükségleteket. Ehelyett a benzol nitrálásával nyerhető nitrobenzolból indulnak ki. A nitrobenzolt vasforgáccsal és híg sósavval redukálják anilinné. Ezt az eljárást Béchamp-féle eljárásnak nevezik, és már az 1860-as évek óta alkalmazzák anilin gyártására.
{\displaystyle \mathrm {C_{6}H_{5}NO_{2}{\xrightarrow {red.}}C_{6}H_{5}NH_{2}} }
Léteznek más eljárások is anilin gyártására, előállítható például klórbenzolból ammóniával (ammonolízis). A klórbenzol csak magas hőmérsékleten (340 °C) és nagy nyomáson reagál vizes ammóniával, de bizonyos katalizátorok jelenlétében enyhébb körülmények közt is lejátszódik a reakció.
{\displaystyle \mathrm {C_{6}H_{5}Cl+2\ NH_{3}\rightarrow C_{6}H_{5}NH_{2}+NH_{4}Cl} }

## Felhasználása
Az anilin gyakorlati jelentősége nagy. Az egyik legfontosabb szerves kémiai alapanyag. Nagy mennyiségben alkalmazzák különböző aromás és heterociklusos vegyületek szintézisére. Ezek a vegyületek főként színezékek (például fukszin), gyógyszerek és robbanószerek. A kaucsuk vulkanizálásakor akcelerátorként alkalmazzák. Felhasználják egyes mikroszkópos vizsgálatok alkalmával is, például baktériumok színezésére.